# Ahmed Salah (maratoneta)
Hussein Ahmed Salah (Ali Sabieh, 31 dicembre 1956) è un ex maratoneta gibutiano, vincitore di due medaglie d'argento ai campionati del mondo e un bronzo ai Giochi olimpici. Primo vincitore di una medaglia olimpica per Gibuti, è stato portabandiera per il suo paese alle cerimonie inaugurali dei Giochi di Seul 1988, Atlanta 1996 e Pechino 2008.

## Palmarès
| Anno | Manifestazione      | Sede        | Evento        | Risultato | Prestazione | Note             |
| ---- | ------------------- | ----------- | ------------- | --------- | ----------- | ---------------- |
| 1983 | Mondiali            | Helsinki    | Maratona      | dnf       | dnf         |                  |
| 1984 | Campionati africani | Rabat       | 10000 m piani | Argento   | 28'17"4     | Record nazionale |
| 1984 | Giochi olimpici     | Los Angeles | Maratona      | 20º       | 2h15'59"    |                  |
| 1985 | Campionati africani | Il Cairo    | Maratona      | Oro       | 2h23'01"    |                  |
| 1987 | Mondiali            | Roma        | Maratona      | Argento   | 2h12'30"    |                  |
| 1988 | Giochi olimpici     | Seul        | Maratona      | Bronzo    | 2h10'59"    |                  |
| 1991 | Mondiali            | Tokyo       | Maratona      | Argento   | 2h15'26"    |                  |
| 1992 | Giochi olimpici     | Barcellona  | Maratona      | 30º       | 2h19'04"    |                  |
| 1995 | Mondiali            | Göteborg    | Maratona      | 25º       | 2h20'50"    |                  |
| 1996 | Giochi olimpici     | Atlanta     | Maratona      | 42º       | 2h20'33"    |                  |

## Altre competizioni internazionali
1984
- Oro alla Maratona di Parigi ( Parigi) - 2h11'58"
- Argento alla Maratona di Lione ( Lione) - 2h12'34"

1985
- Argento alla Maratona di New York ( New York) - 2h12'27"

1986
- Argento alla Maratona di Chicago ( Chicago) - 2h09'57"
- Oro alla Maratona di Parigi ( Parigi) - 2h12'44"
- Oro alla 20 km di Parigi ( Parigi), 20 km - 57'19"

1988
- Argento alla Maratona di Rotterdam ( Rotterdam) - 2h07'07"

1989
- Bronzo alla Maratona di Londra ( Londra) - 2h09'09"

1992
- 8º alla Maratona di Parigi ( Parigi) - 2h13'29"

1993
- 8º alla Maratona di Londra ( Londra) - 2h12'40"

1994
- 4º alla Maratona di Parigi ( Parigi) - 2h11'19"

1995
- 11º alla Maratona di Tokyo ( Tokyo) - 2h13'59"
- Bronzo alla Maratona di Torino ( Torino) - 2h12'43"
- 5º alla Maratona di Chuncheon ( Chuncheon) - 2h13'09"

1996
- Oro alla Maratona di Reims ( Reims) - 2h10'22"
- Oro alla Maratona di Belgrado ( Belgrado) - 2h14'15"
- 6º alla Mezza maratona di Nizza ( Nizza) - 1h02'05"
- Oro alla Mezza maratona di Imperia ( Imperia) - 1h02'41"
- Oro alla Mezza maratona di Cannes ( Cannes) - 1h03'58"

1997
- Oro alla Maratona di Vienna ( Vienna) - 2h12'53"

1998
- Oro alla Maratona di Enschede ( Enschede) - 2h13'25"